# Matthew Tegenkamp
Matt Tegenkamp né le 19 janvier 1982 à Lee’s Summit dans le Missouri, est un athlète américain, pratiquant le demi-fond.
Il mesure 1,80 m pour 57 kg.

## Palmarès

### Jeux olympiques d'été
- 2008 à Pékin  Chine
  - 13e de la finale du 5000 m (13 min 33 s 13)

### Championnats du monde d'athlétisme
- Championnats du monde d'athlétisme de 2007 à Osaka ( Japon)
  - 4e sur 5 000 m

### Championnats des États-Unis d'athlétisme
- 2007 :  2e sur 5 000 m (13 min 29 s 68)
- 2007 :  2e sur 5 000 m (13 min 31 s 31)
- 2006 :  2e sur 5 000 m (13 min 15 s 00)

## Records personnels
- 1 500 m : 3 min 34 s 25, le 03/07/2007.
- 3 000 m : 7 min 34 s 98, le 19/08/2006.
- 5 000 m : 13 min 04 s 90, le 24/07/2006.
- Mile : 3 min 56 s 38, le 06/05/2006.
- Deux miles : 8 min 07 s 07, Record des États-Unis, le 10/06/2007.